# El niño y la bestia
El niño y la bestia (バケモノの子 Bakemono no Ko?) es una película japonesa de animación de acción, aventuras y fantasía dirigida por Mamoru Hosoda. Se estrenó el 11 de julio de 2015 en Japón.

## Resumen
Ren es un niño de nueve años que acaba de perder a su madre, con la que ha vivido desde el divorcio de sus padres. Sin saber nada de su padre, rechaza vivir con sus tutores legales y se escapa hacia las calles de Shibuya enfadado con todo el mundo.
En el Reino de las bestias (渋天街, jūtengai), el Venerable (Lord en Hispanoamérica) ha decidido que va a retirarse para así poder reencarnarse en un dios y para ello nombra dos sucesores potenciales: Iôzen, muy popular entre los ciudadanos y padre de dos hijos, y Kumatetsu, fuerte pero solitario y triste. El Venerable (バケモノ, bakemono) le sugiere a Kumatetsu que busque y acoja a un aprendiz con la esperanza de sucederle. Mientras merodea por las calles de Tokio con su subordinado, Tatara, Kumatetsu se topa con Ren y le pregunta si quiere ser su aprendiz. Ren se niega rotundamente, pero sigue los pasos de Kumatetsu hacia el Reino de las bestias debido a la curiosidad pero luego no es capaz de regresar al mundo humano. Allí presencia la batalla entre Iôzen y Kumatetsu, y le impresiona la persistencia de Kumatetsu a pesar de que nadie del público está de su lado. Pese a que Ren le da ánimos, ante la incredulidad de los presentes, Kumatetsu es derrotado. Sin embargo, el Venerable declara que la pelea para decidir el sucesor será más adelante.
Al adoptar a Ren a su cargo, Kumatetsu lo bautiza como, Kyûta debido a su edad (Kyû es nueve en japonés). Sus primera sesión de entrenamiento no marchan bien ya que Kumatetsu no sabe enseñar, aunque Kyûta se da cuenta de que puede aprender de él imitándole mientras realiza labores de casa. Llegado a un punto, el chico puede predecir los movimientos de su maestro y moverse como él. Kumatetsu, sorprendido, decide que el chico está listo y empiezan a entrenar juntos.
Ocho años más tarde, Kyûta se convierte en un reputado luchador de kendo y espera que algún día su maestro esté orgulloso de él. Debido a su afiliación con Kyûta, Kumatetsu empieza a ser admirado por multitudes, incluso por el hijo menor de Iôzen, y recibe muchas solicitudes de niños que quieren entrenar con él. Casualmente, Kyûta descubre de nuevo el camino de vuelta al mundo humano y allí conoce a Kaede, una estudiante que le ayuda a recuperar los años sin haber ido a clase. Mientras tanto, Kyûta encuentra a su padre y descubre que está dispuesto a recuperar el tiempo perdido. Confundido por esta doble vida, no sabe si vivir bajo Ren o bajo Kyûta. Tras rechazar tanto a su padre como a Kumatetsu, descubre el gran vacío (tinieblas; oscuridad en Hispanoamérica) que tiene en su interior que casi le domina pero Kaede le tranquiliza y le da una pulsera roja para ayudarle en los momentos difíciles.
El día del combate por la sucesión, Kumatetsu pierde la confianza sin el apoyo de Kyûta y es reducido con facilidad por Iôzen. Sin embargo, Kyûta, que estaba secretamente entre el público empieza a animarle y Kumatetsu logra vencer a Iôzen. Cuando Kumatetsu es declarado vencedor y nuevo Venerable, se descubre que el hijo mayor de Iôzen, Ichirôhiko, era en realidad un humano que Iôzen encuentra abandonado en las calles de Tokio y decide adoptarlo sin revelarle su verdadero origen. Al igual que Kyûta, Ichirôhiko presenta un gran vacío en su interior y a través de sus poderes telequinéticos hiere de gravedad a Kumatetsu. Kyûta es poseído por sus tinieblas y casi mata a Ichirôhiko, pero recupera los sentidos gracias a la pulsera de Kaede. Ichirôhiko desaparece tras ser consumido por la oscuridad.
Kyûta decide ir al mundo humano para enfrentarse a Ichirôhiko. Kaede se niega a dejarle solo y son atacados por Ichirôhiko, que ha adoptado la forma de una ballena. Incapaz de superar a Ichirôhiko, Ren decide usar su propio vacío para absorber su energía negativa aunque ello implique su propia muerte. Antes de sacrificarse Kumatetsu usa su nuevo privilegio como Venerable y se reencarna en un dios, adoptando la forma de una espada, la espada del corazón rellenado así el hueco de Kyuta y logrando vencer juntos a Ichirôhiko.
Tras la batalla, Ren celebra su victoria con Kaede en el Reino de las bestias y decide regresar al mundo de los humanos. Tras reconciliarse con su padre y consigo mismo, asiste a la universidad y conserva a Kumatetsu en su corazón. Ichirôhiko, que no había muerto, despierta rodeado por su familia adoptiva, comprendiendo que, al igual que Ren, era un humano criado por bestias y consigue aceptar este hecho.

## Voces
| Personaje      | Doblaje                             | Doblaje                                       | Doblaje                                      |
| Personaje      | Japonés                             | Doblaje mexicano                              | Doblaje español                              |
| -------------- | ----------------------------------- | --------------------------------------------- | -------------------------------------------- |
| Kumatetsu      | Kōji Yakusho                        | Dafnis Fernández                              | Juan Carlos Gustems                          |
| Kyūta/Ren      | Shōta Sometani, Aoi Miyazaki (niño) | Alberto Bernal, Iván Bastidas (niño)          | Masumi Mutsuda (adulto), Roser Aldabó (niño) |
| Kaede          | Suzu Hirose                         | Annie Rojas                                   | Roser Vilches                                |
| Tatara         | Yo Oizumi                           | Esteban Desco                                 | Alberto Mieza                                |
| Hyakushūbō     | Lily Franky                         | Jorge Roig Jr                                 | ???                                          |
| Sōshi (Lord)   | Masahiko Tsugawa                    | Jesse Conde                                   | Javier Viñas                                 |
| Iōzen          | Kazuhiro Yamaji                     | Dan Osorio                                    | Jordi Ribes                                  |
| Ichirōhiko     | Mamoru Miyano, Haru Kuroki (niño)   | Javier Olguín, José Luis Piedra (niño)        | David Jenner (adulto), Victoria Ramos (niño) |
| Jirōmaru       | Kappei Yamaguchi, Momoka Ono (niño) | Alan Fernando Velázquez, Cecilia Gómez (niño) | ??? (adulto), Meritxell Ané (niño)           |
| Chiko          | Sumire Morohoshi                    | Lupita Leal                                   | (Animal, No se dobla)                        |
| Padre de Kyūta | Keishi Nagatsuka                    | José Gilberto Vilchis                         | Carlos Vicente                               |
| Madre de Kyūta | Kumiko Aso                          | Jocelyn Robles                                | Maria del Mar Tamarit                        |

Fuentes: Anime News Network, Eiga.com, web oficial y créditos de doblaje (versión mexicana)

## Lanzamiento
La película se estrenó el 11 de julio de 2015 en Japón. Recibió su estreno internacional en el Festival Internacional de Cine de Toronto y su estreno en Reino Unido en el Festival de Cine de Londres el 16 de octubre de 2015.
En diciembre de 2014, Gaumont adquirió los derechos de ventas fuera de Asia y de distribución en Francia. La película debutó en salas de cine seleccionadas en Estados Unidos el 4 de marzo de 2016. El 13 de enero de 2016 fue estrenada en Francia. Funimation licenció la película para el estreno estadounidense. La cadena de cines estadounidense AMC por un breve periodo anunció el estreno de la película para el 12 de febrero de 2016, pero posteriormente se retrasó hasta el 4 de marzo de 2016. Los derechos de distribución en Reino Unido e Irlanda fueron adquiridos por StudioCanal, para Australia por Madman Entertainment, para Canadá por Mongrel Media, para España por «a contracorriente films», para México por Arcade Media. y para Ecuador por Venus Films
El 26 de mayo de 2016, Diamond Films anunció en su cuenta de Facebook que estrenarían el fime en cines argentinos. El 21 de junio se anunció que sería distribuida tanto doblada como subtitulada. El 7 de julio liberaron el póster que fue usado en los cines argentinos. El 29 de julio se anunció que se estrenaría el 4 de agosto, aunque recibiendo una distribución limitada a los cines Hoyts y Cinemark.

## Recepción

### Taquilla
La semana de su estreno fue número uno en taquilla en Japón, con unos ingresos aproximados de 5,4 millones de USD en 457 salas. La película fue la segunda película más taquillera en Japón del año 2015 con un total acumulado de 48,6 millones de USD. En Argentina estuvo 2 semanas en cartelera, vendiendo 5.000 boletos. En Chile estuvo 2 semanas en cartelera, vendiendo 4.200 boletos.

### Reacción crítica
Rotten Tomatoes da una calificación agregada de 86%, sobre la base de 43 críticas, con una puntuación media de 7,4 sobre 10. Metacritic, que usa una media ponderada, le dio una puntuación de 65 sobre 100, según 13 críticas, indicando «críticas favorables en general». Todas Las Críticas, un sitio recopilador de críticas argentinas que usa una media ponderada, le dio una puntuación de 76 sobre 100, según 23 críticas.
Richard Eisenbeis de Kotaku comparó la película con El libro de la selva y dijo: «[El niño y la bestia] es una aventura sobre el paso de la niñez a la adultez por un lado y una exploración temática al mismo tiempo. Es una de esas películas perfectas para cualquier grupo de edad—hay algo para satisfacer a todos los públicos». Andy Webster de The New York Times dijo, "[Mamoru] Hosoda es habilidoso con las escenas de lucha y su escenografía — el mundo de Jutengai en tonos pastel y una Shibuya apagada, evoca por momentos perspectivas de cámaras de seguridad y ángulos forzados— son increíbles." Sin embargo, Webster criticó a los personajes y sus conflictos, como «demasiado genéricos». Charles Solomon de Los Angeles Times alabó la animación y guion de la película, diciendo, «El niño y la bestia es un encantador cuento de dos individuos imperfectos que encuentran el amor y la disciplina necesarias para ocupar su lugar en sus respectivos mundos».

### Premios
- Premio de la Academia Japonesa a la Mejor Película de Animación (2016).[39]